# صبح نو
روزنامه صبح نو رسانه‌ای اصولگرا است که از اردیبهشت ۹۵ روی دکه‌ها قرار گرفته‌است. 
صاحب امتیاز این روزنامه فرشاد مهدی‌پور بوده است و اکنون به نام موسسه شمیم صبح فردا منتقل شده است.

اگرچه برخی از رسانه‌ها از همکاری سازمان هنری رسانه‌ای اوج با این روزنامه نیز خبر داده‌اند، یا گفته‌اند این روزنامه مورد حمایت محمدباقر قالیباف است.
اما «صبح نو» تأکید کرده متعلق به بخش خصوصی است و وابستگی به نهادهای فرهنگی ندارد.
قربان زاده که خود مدیرمسئول قبلی این روزنامه (با نام تهران امروز) بوده است، در تکذیب وابستگی صبح نو به قالیباف گفته: روزنامه صبح‌نو به لحاظ گفتمانی شاید به آقای قالیباف نزدیک است اما لزوماً به معنای ارگان انتخاباتی نیست… صبح‌نو، تهران امروز نیست و تفاوت رویکرد دارد و تیم مستقلی دارد.

## روند انتشار
براساس اعلام مجوز، این روزنامه با نام قبلی تهران امروز از سال ۱۳۷۲ فعال بوده‌است و این روزنامه با عنوان صبح نو از شنبه ۲۵ اردیبهشت ۱۳۹۵ روی دکه روزنامه فروشی‌ها رفت.
اگر چه اولین پیش‌شماره صبح نو، در روز شنبه ۱۱ اردیبهشت به چاپ رسید، اما چند روز قبل از آنکه به روی دکه‌ها بیاید در گمانه‌زنی‌های رسانه‌ای اسمش شنیده شد. اولین پیش‌شماره‌های صبح نو، توزیع خارجی نداشت و به صورت داخلی منتشر شدند. هم‌اکنون صبح نو در شبکه‌های اجتماعی توییتر و تلگرام و اینستاگرام فعالیت گسترده‌ای دارد و از فعالترین روزنامه‌ها در این حوزه است.

## موسسه شمیم صبح فردا
صاحب امتیاز این روزنامه موسسه شمیم صبح فردا است که در تاریخ ۲۱ خرداد ۱۳۹۸ تاسیس شده است. اعضای هیات مدیره این موسسه عبارتند از: سید محمود رضوی به عنوان رئیس هیات مدیره، فرشاد مهدی‌پور به عنوان مدیرعامل و مسعود معینی‌پور به عنوان عضو هیات مدیره.  این موسسه علاوه بر روزنامه صبح نو، مالک پایگاه خبری فردا نیز است.

## نواصولگرایی و صبح‌نو
روزنامه جهان اقتصاد در این باره نوشته‌است: روزنامه صبح نو که نزدیکترین رسانه به تیم رسانه ای قالیباف است، سعی کرده بعد از انتخابات تعریف جدیدی از سیاست ارائه کند. شاید تلاشی برای معرفی مبانی نو اصولگرایی. این روزنامه همچنان که به شدت دولت روحانی را مورد نقد قرار می‌دهد اما تصاویر ظریف را در صفحه اول منتشر می‌کند. شاید می‌خواهد بگوید نو اصولگرایی سیاست خارجی دولت جدید را قبول دارد. با این حال هنوز تصویر کاملی از آنچه قالیباف در رؤیا می‌پروراند ارائه نشده‌است.

## هیئت تحریریه
اعضای تحریریه روزنامه صبح نو، متشکل از اعضای سابق روزنامه‌های جام‌جم، ایران، همشهری و خبرگزاری فارس و خبرگزاری مهر هستند.
فرشاد مهدی‌پور که مدیر مسئولی و سردبیری صبح نو را برعهده دارد، قبلاً سردبیر هفته‌نامه‌های پنجره، سروش و آینده‌سازان و خبرگزاری‌های خانه ملت و شانا (خبرگزاری وزارت نفت) بوده‌است.
محتوای تولیدی «صبح نو» علاوه بر نسخه مکتوب در فضای مجازی و شبکه‌های موبایلی مانند تلگرام، ایسنتاگرام و توییتر منتشر خواهد شد. برای سهولت در حمل و مطالعه، این روزنامه در قطعی متفاوت و کوچک‌تر از روزنامه‌های کنونی و به‌صورت تمام‌رنگی در ۱۶ صفحه منتشر می‌شود.

## شایعات پیرامون تعطیلی روزنامه
خبر تعطیلی روزنامه «صبح نو» به دلیل عدم تأمین منابع مالی و همچنین مشکلات مربوط به کاغذ در رسانه‌ها منتشر شد. قرار بود که طبق تصمیم‌گیری مدیران این رسانه روز سه شنبه ۳۰ مردادماه ۱۳۹۷ آخرین روز انتشار این روزنامه باشد. این در حالی است که امروز شنبه ۳ شهریور ۱۳۹۷ روزنامه صبح نو منتشر و توزیع شده‌است. فرشاد مهدی پور مدیر مسئول روزنامه صبح نو در این رابطه به خبرنگار «جوان آنلاین» می‌گوید: «روزنامه صبح نو نیز مانند سایر روزنامه‌ها با مشکلات مالی و همچنین مشکلات مربوط به تأمین کاغذ رو به رو است. اما در تلاشیم تا کارمان را ادامه دهیم و در حال حاضر قرار نیست که این روزنامه تعطیل شود.» البته منابع مالی این روزنامه نه پیش از این اتفاق و نه پس از آن معرفی نشد.

## واکنش‌ها به گزارش‌های صبح‌نو

### واکنش جیسون رضاییان به گزارش «صبح نو»
جیسون رضاییان خبرنگار ایرانی- آمریکایی که ۲۶ دی‌ماه ۱۳۹۴ همراه سه تبعه ایرانی-آمریکایی دیگر با یک فروند جت ایرفورس سوئیسی از ایران خارج شدند، به گزارش روز گذشته «صبح نو» که روایت ۲۴ ساعت پایانی حضور آن‌ها در مهرآباد را شرح داده بود، واکنش نشان داد. او بعد از بازتاب گسترده بخش‌های گوناگون این گزارش در شبکه‌های اجتماعی به‌ویژه در توییتر، با انتشار تصویر صفحه اول «صبح نو» در صفحه توییتر خود، با تکذیب تلویحی این گزارش نوشت: داستان جالبی بود! تنها چیزی که به درستی به آن اشاره شده‌است حمایت‌های من از آزادی کمال فروغی و دیگر زندانیان در ایران است.
در بخش پایانی گزارش «صبح نو» آمده بود: جیسون رضاییان این روزها اکانت توییتر خود را فعال کرده و از کمال فروغی، شهروند دو تابعیتی بریتانیایی-ایرانی زندانی در ایران می‌نویسد. این واکنش جیسون رضاییان به گزارش «صبح نو»، پاسخ خبرنگار «صبح نو» را در پی داشت که در همان صفحه توییتر خطاب به رضاییان یادآوری کرد در بخش‌هایی از این گزارش به گفت‌وگوی یگانه صالحی (همسر جیسون رضاییان) با واشینگتن‌پست استناد شده و اگر همه گزارش صحت نداشته باشد، بنابراین صحبت‌های همسر وی با واشینگتن‌پست نیز کذب بوده‌است.

### واکنش روزنامه صبح نو به حادثه قطار سمنان
پس از برخورد قطار در محور سمنان–دامغان تیتر یک روزنامه صبح نو در ساعت ۷:۲۲ صبح روز جمعه ۵ آذر ۱۳۹۵، روزنامه صبح نو تیتر «قطار شرمساری»  استفاده کرد که اشاره‌ای داشت به نامه روحانی به علی مطهری دربارهٔ لغو سخنرانی مطهری و به کار بردن عبارت «مایه شرمساری» در این نامه. این تیتر واکنش گسترده‌ای در شبکه‌های اجتماعی داشت.

### روایت صبح نو از اعتصاب غذای کروبی
روزنامه صبح نو اعتصاب غذای مهدی کروبی را در حصر «دستوری» خواند و نوشت: «هر کنش سیاسی هدفمند، نیازمند بسترسازی فضای اقدام در جامعه و پیوست رسانه‌ای مؤثر است. تاج‌زاده آغازگر بود. او «آرامش جامعه» را تابع «رفع حصر» دانست و پس از آن با هدایت‌گری «پارلمان در سایه» کمیته پیگیری مطالبه رفع حصر در فراکسیون امید تشکیل شد. مرجع تصمیم‌گیری اعتصاب غذای مهدی کروبی به مانند اقدامات سال ۸۸ - به اعتراف نزدیکان وی در دادگاه - شخص وی نبود. او مجری «اعتصاب دستوری» بود که هنگامه رأی اعتماد فرصت مناسبی برای اقدام در اختیار آنان قرار داد.
این نشریه، حصر را «حفاظت قانونی» خوانده و ادعا کرده «علاوه بر حفظ جان آنان بر اثر اقدامات لایه‌دار دشمن برای حذف، دورنمایی برای ممانعت از کلید خوردن رخدادهای مشابه درگیری‌های پیشین» بوده‌است.
پایگاه خبری تحلیلی انصاف دربارهٔ این گزارش نوشت: روزنامهٔ تندروی «صبح نو» که به محمدباقر قالیباف منسوب است، روز گذشته متنی وقیحانه با عنوان «نیمه پنهان حصر؛ خدماتی که نظام در اختیار محصوران گذاشت | هتل اختر» منتشر کرد که بازتاب منفی زیادی داشت.

### واکنش به قهرمانی تیم ملی فوتسال بانوان ایران در جام ملت‌های آسیا
صبح نو شماره ۲۳ اردیبهشت این روزنامه، در واکنش به قهرمانی تیم ملی فوتسال بانوان ایران در جام ملت‌های آسیا، این قهرمانان را دختران انقلاب نامید. دختران انقلاب عنوانی بود که پیش از آن به دختران معترض به حجاب نسبت می‌دادند.

### گزارش «تلگرام گیت»
صبح نو در گزارشی با عنوان «#تلگرام_گیت؛ جزئیات توافق دولت با دوروف در تهران» نوشت: در نیمه نخست سال۹۴، پاول دورف مدیر تلگرام در سفری پنهانی به تهران می‌آید و با دولتی‌ها به مذاکره می‌نشیند. توافقات انجام می‌شود و بنا بر ادعای دولتی‌ها قرار می‌شود کانال‌های مستهجن توسط تلگرام فیلتر شود.
در ادامه پیگیری‌ها برای اطلاع از جزئیات توافق دولت با مدیر تلگرام، به جزئیات دقیق و جدیدی از این توافق و تفاهم دست پیدا کرده‌ایم: جزئیات این توافق به شرح ذیل است و اگر مدیر تلگرام آن را رعایت می‌کرد ظاهراً با مسدودسازی در ایران مواجه نمی‌شد:
1. تلگرام باید تضمین دهد اطلاعات کاربران ایرانی را به غیر که احتمالاً در اینجا شرکت‌ها یا دولت‌های غربی است ندهد.
2. تلگرام تضمین دهد مقررات ایران را در مسائل فرهنگی رعایت کند.
3. تلگرام تضمین دهد منافع اقتصادی حاصل از ایران را با دولت تقسیم کند.
4. تلگرام باید تعهد دهد که احکام دادگاه‌های ایران را به رسمیت می‌شناسد.[۲۳]

اقتصادنیوز در واکنش به این گزارش نوشت: «تلگرام گیت»؛ صبح نو جزئیاتی از توافق محرمانه دولت با پاول دوروف منتشر کرده‌است و مدعی شده این توافق به صورت محرمانه با او صورت گرفته‌است. اما نکته جالب ماجرا این است که جزئیات توافق ادعایی صبح نو، دقیقاً همان مواردی است که عبدالصمد خرم‌آبادی، دبیر کارگروه تعیین مصادیق محتوای مجرمانه در دادستانی کل کشور به عنوان ۵ شرط ادامه فعالیت تلگرام در ایران در فروردین ماه اعلام کرده بود.